# Bohdan Horyń
Bohdan Mykołajowycz Horyń, ukr. Богдан Миколайович Горинь (ur. 10 lutego 1936 we wsi Kniesioło w gminie Strzeliska Nowe powiatu bóbreckiego) – ukraiński dysydent i polityk, brat Mykoły i Mychajła.

## Życiorys
Z wykształcenia filolog i literaturoznawca, absolwent Uniwersytetu Lwowskiego. Pracował m.in. jako nauczyciel. W 1965 został aresztowany i sądzony za „antyradziecką propagandę”, skazano go na karę trzech lat pobytu w łagrze. Zwolniony w 1968, był robotnikiem fizycznym. Od 1976 był pracownikiem naukowym w Lwowskiej Galerii Sztuki. Należał do założycieli Ukraińskiej Grupy Helsińskiej i Ukraińskiego Związku Helsińskiego. W latach 1990–1998 sprawował mandat deputowanego do Rady Najwyższej. Współorganizował „Ruch”. Zasiadł we władzach Ludowego Ruchu Ukrainy, później został jednym z liderów Republikańskiej Partii Chrześcijańskiej. Zaangażował się w działalność towarzystwa współpracy Ukrainy i Polski.